# Eucereon ladas
Eucereon ladas là một loài bướm đêm thuộc phân họ Arctiinae, họ Erebidae.